# Saint-Germain-Lembron
Saint-Germain-Lembron ist eine französische Gemeinde mit 2.020 Einwohnern (Stand: 1. Januar 2022) in der Region Auvergne-Rhône-Alpes im Département Puy-de-Dôme. Saint-Germain-Lembron gehört zum Arrondissement Issoire und zum Kanton Brassac-les-Mines (bis 2015: Kanton Saint-Germain-Lembron). Die Einwohner werden Saint-Germinois genannt.

## Geographie
Saint-Germain-Lembron liegt neun Kilometer südlich von Issoire am Couze d’Ardes, im Norden verläuft das Flüsschen Lambronnet. Umgeben wird Saint-Germain-Lembron von den Nachbargemeinden Le Broc im Norden, Le Breuil-sur-Couze im Osten, Beaulieu im Osten und Südosten, Charbonnier-les-Mines im Südosten, Vichel im Süden, Collanges im Südwesten, Chalus im Westen sowie Gignat im Nordwesten.
Am Ostrand der Gemeinde führt die Autoroute A75 entlang.

## Bevölkerungsentwicklung
| Jahr                       | 1962 | 1968 | 1975 | 1982 | 1990 | 1999 | 2006 | 2012 |
| Einwohner                  | 1641 | 1720 | 1661 | 1646 | 1671 | 1623 | 1719 | 1881 |
| Quellen: Cassini und INSEE |      |      |      |      |      |      |      |      |

## Sehenswürdigkeiten
- Kirche Saint-Germain
- Schloss Villeneuve

## Persönlichkeiten
- Françoise de Châlus (1734–1821), Mätresse Ludwigs XV.

## Weblinks

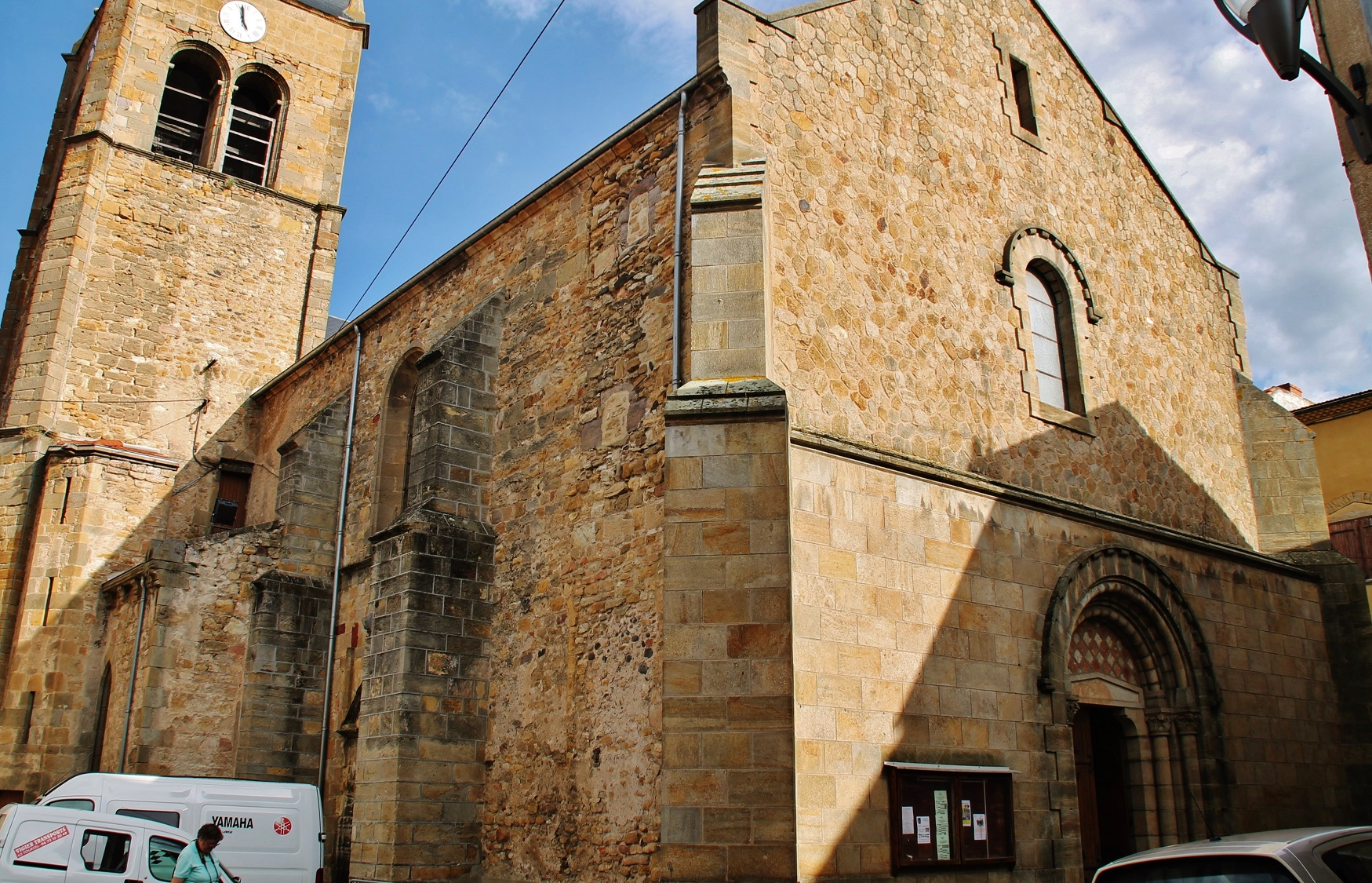
Kirche Saint-Germain